# موالونیک اسید
اسید موالونیک یک ترکیب آلی کلیدی در بیوشیمی است. آنیون اسید موالونیک، که در محیط بیولوژیک شکل غالب می‌باشد، به نام موالونات خوانده می‌شود. مسیر سوخت‌وساز موالونات یک مسیر متابولیکی بسیار مهم در یوکاریوتها و بسیاری از باکتریها است که نهایتاً به تولید بسیاری از ترکیبات مهم مانند کلسترول، ایزوپرونئیدها (ترپن‌ها مانند لیکوپن و کاروتن)می‌انجامد.

## بیوسنتز کلسترول
در کبد انسان واکنش تبدیل HMG-CoA به موالونیک اسید تحت تأثیر آنزیم HMG-CoA ردوکتاز مرحله ابتدایی در تولید کلسترول است لذا مهار رقابتی این آنزیم توسط داروهای استاتین موجب کاهش سطح خونی کلسترول می‌شود.

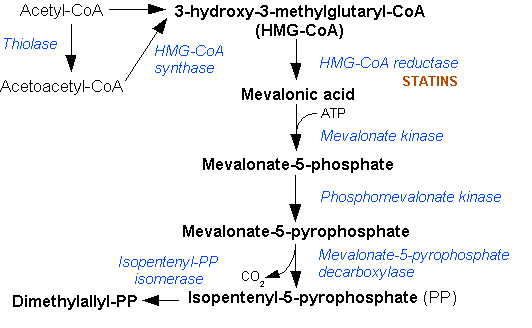
Mevalonate pathway

Mevalonate pathway